# Ufton Nervet
Ufton Nervet è un villaggio e parrocchia civile dell'Inghilterra, appartenente alla contea del Berkshire.